# Hennie Schouten
Hendrikus (Hennie) Schouten (Montfoort, 17 november 1900 – Italië, 23 december 1970) was een Nederlands organist, muziektheoreticus en componist.
Hij werd geboren als zoon van Jan Schouten (1860-1933) en Berendina Johanna Petronella Fiege (1863-1938). Hennie Schouten studeerde aan het Amsterdams Conservatorium orgel (bij J.B.C. de Pauw) en compositie (bij E.W. Mulder) en verder was hij in Utrecht een leerling van Willem Petri. Hij behaalde het getuigschrift van de Nederlandse Organistenvereniging en het diploma van de Koninklijke Nederlandse Toonkunstenaars Vereniging (KNTV).
In 1924 werd Schouten benoemd tot leraar in het orgelspel (later theorie en orgelspel) aan het Koninklijk Conservatorium in Den Haag. Daarnaast was hij vanaf 1932 de organist van de Evangelisch Lutherse Kerk in Leiden. Tegelijkertijd was hij docent muziekgeschiedenis aan de muziekscholen van Den Haag en Leiden.
In 1945 volgde zijn benoeming tot hoofdleraar harmonieleer, analyse en contrapunt aan het Amsterdams Conservatorium, wat hij bleef tot zijn pensionering in 1965. In 1951 verhuisde hij van Leiden naar Amsterdam en nam ontslag als organist van de Evangelisch Lutherse Kerk te Leiden. Rond die tijd schreef hij ook recensies van concerten in de Nieuwe Leidsche Courant en voor de kunstrubriek van Trouw.
Hennie Schouten heeft vele boeken geschreven op het gebied van muziektheorie. Enkele gelden binnen het Nederlandse taalgebied als standaardwerken ; zij werden jaren na zijn overlijden nog herdrukt. Daarnaast verscheen een Engelse versie van zijn boekje Improviseren op het orgel. Ook heeft Schouten gecomponeerd, zoals Fuga op Psalm 68 en diverse muziekwerken die gepubliceerd zijn in boekjes als Duo's en trio's voor orgel. Hij schreef boeken over Hugo Wolf en over Henri Duparc, Gabriel Fauré en Claude Debussy.
Hennie Schouten overleed in 1970 op 70-jarige leeftijd tijdens een vakantie in Noord-Italië.